# 김유나 (1998년)
김유나(1998년 2월 5일 ~ 2022년 10월 30일)는 대한민국의 치어리더였다. 이태원 압사 참사로 인해 사망하였고 발인은 2022년 11월 1일 오전 8시에 서울대학교병원에서 엄수되었다. 주요 경력으로는 LG 트윈스와 KIA 타이거즈에 활동했던 치어리더이며, 2016년에는 LG 트윈스의 신입 막내 치어리더로 응원했으며 2018년에는 KIA 타이거즈를 주로 응원했다.